# Echinovadoma magnitorquata
Echinovadoma magnitorquata är en mossdjursart som beskrevs av Tilbrook 2000. Echinovadoma magnitorquata ingår i släktet Echinovadoma och familjen Echinovadomidae. Inga underarter finns listade i Catalogue of Life.